# Hershey (Pensilvania)
Hershey es un lugar designado por el censo (en inglés, census-designated place, CDP) situado en el municipio de Derry, en el condado de Dauphin, Pensilvania, Estados Unidos. Según el censo de 2020, tiene una población de 13 858 habitantes.
La fábrica de chocolate Hershey's original se cerró en 2012 debido a los altos costos operativos.

## Demografía
Según la estimación 2018-2022 de la Oficina del Censo, los ingresos medios de los hogares de la localidad son de $77,480 y los ingresos medios de las familias son de $118,750. Los ingresos per cápita en los últimos doce meses, medidos en dólares de 2022, son de $53,028. Alrededor del 8.6% de la población está por debajo de la línea de pobreza.